# Кортни, Уильям, 10-й граф Девон
Уильям Кортни, 10-й граф Девон (англ. William Courtenay, 10th Earl of Devon; 19 июня 1777 — 19 марта 1859) — британский аристократ и политик.

## Происхождение и образование
Он родился 19 июня 1777 года в Лондоне. Старший сын доктора Генри Реджинальда Кортни (1741—1803), епископа Эксетера, и его жены леди Элизабет Говард (? — 1815), дочери генерал-лейтенанта Томаса Говарда, 2-го графа Эффингема.
Уильям Кортни получил образование в Вестминстерской школе, а затем поступил в колледж Крайст-Черч в Оксфорде (бакалавр искусств в 1798 году и магистр искусств в 1801 году). В 1799 году он был принят в коллегию адвокатов в Линкольнс-Инн и с 1817 по 1826 год служил в качестве магистра канцелярии.

## Карьера
Уильям Кортни заседал в Палате общин Великобритании от Эксетера в 1812—1826 годах. Затем он был назначен помощником кларка в Палате лордов с годовым окладом в 4000 фунтов стерлингов . В 1831 году он оказал помощь своему родственнику, Уильяму Кортни, виконту Кортни, в получении древнего семейного титула графа Девона.
В мае 1835 года после смерти своего троюродного брата, Уильяма Кортни, 9-го графа Девона (1768—1835), Уильям Кортни унаследовал титулы 10-го графа Девона (Пэрство Англии) и 7-го баронета Кортни (Баронетство Англии), а также родовой замок Паудерем в графстве Девон и поместья в Ирландии.
Он был избран верховным стюардом Оксфордского университета в 1838 году и также был губернатором Чартерхауса.
В 1843 году британский премьер-министр сэр Роберт Пиль попросил его возглавить комиссию по ирландскому землевладению. Итоговый отчет комиссии лорда Девона был опубликован в 1845 году.

## Семья
Лорд Девон был дважды женат. 29 ноября 1804 года он женился первым браком на Генриетте Лесли Пипс (1 июня 1777 — 16 декабря 1839), дочери сэра Лукаса Пипса, 1-го баронета (1742—1830), и его первой жены Джейн Элизабет Лесли, 12-й графини Роутс (1750—1810). Дети от первого брака:
- Уильям Реджинальд Кортни, 11-й граф Девон (19 апреля 1807 — 18 ноября 1888), старший сын и преемник отца.
- Гарриет Элизабет Кортни (30 мая 1809 — 3 октября 1826)
- Преподобный Генри Хью Кортни, 13-й граф Девон (15 июля 1811 — 29 января 1904)
- Эдвард Кортни (3 мая 1813 — 16 января 1814)
- Преподобный Чарльз Лесли Кортни (31 марта 1816 — 18 ноября 1888).

30 января 1849 года он женился вторым браком на Элизабет Рут Миддлтон Скотт (? — 17 марта 1914), дочери преподобного Джона Миддлтона Скотта и леди Арабеллы Барбары Брабазон. Второй брак был бездетным.
Лорду Девону наследовал семейный титул его старший сын Уильям, который был назначен членом кабинета министров и тайным советником . Его второй сын, пребендарий Генри Кортни, стал преемником своего племянника в качестве 12-го графа Девона, в то время как его четвертый и младший сын, достопочтенный и преподобный каноник Лесли Кортни, служил домашним капелланом королевы Виктории, прежде чем стать каноником Виндзора.

## Смерть
81-летний лорд Девон скончался в Шривенеме, Беркшир, во время посещения своего зятя, преподобного Эдварда Беренса, архидьякона Беркшира, 19 марта 1859 года. Он был похоронен 26 марта 1859 года.